# Rosalyn Bryant
Rosalyn Evette Bryant, później Clark (ur. 7 stycznia 1956 w Chicago) – amerykańska lekkoatletka, specjalizująca się w biegach sprinterskich, uczestniczka letnich igrzysk olimpijskich w Montrealu (1976), srebrna medalistka olimpijska w biegu sztafetowym 4 × 400 metrów.

## Sukcesy sportowe
- dwukrotna medalistka mistrzostw Stanów Zjednoczonych w biegu na 100 metrów – złota (1975) oraz srebrna (1976)
- dwukrotna medalistka mistrzostw Stanów Zjednoczonych w biegu na 200 metrów – srebrna (1975) oraz brązowa (1976)
- czterokrotna medalistka mistrzostw Stanów Zjednoczonych w biegu na 400 metrów – trzykrotnie srebrna (1981, 1982, 1983) oraz brązowa (1977)
- czterokrotna złota medalistka halowych mistrzostw Stanów Zjednoczonych: trzykrotnie z biegu na 200 metrów (1973, 1975, 1977) oraz w biegu na 400 metrów (1980)[1]

| Rok  | Miasto   | Zawody                   | Konkurencja                      | Wynik                    |
| ---- | -------- | ------------------------ | -------------------------------- | ------------------------ |
| 1976 | Montreal | Igrzyska olimpijskie     | sztafeta 4 × 400 m bieg na 400 m | srebrny medal 5. miejsce |
| 1977 | Sofia    | Uniwersjada              | bieg na 400 m                    | złoty medal              |
| 1979 | Meksyk   | Uniwersjada              | bieg na 400 m                    | srebrny medal            |
| 1979 | San Juan | Igrzyska panamerykańskie | sztafeta 4 × 400 m               | złoty medal              |
| 1979 | Montreal | Puchar świata            | sztafeta 4 × 400 m               | 3. miejsce               |
| 1983 | Helsinki | Mistrzostwa świata       | sztafeta 4 × 400 m bieg na 400 m | 5. miejsce 8. miejsce    |

## Rekordy życiowe
- bieg na 100 metrów – 11,43 – Los Angeles 12/06/1976
- bieg na 200 metrów – 23,05 – Knoxville 08/05/1976
- bieg na 400 metrów – 50,62 – Montreal 29/07/1976